# Michel Loève
Michel Loève (n. 22 ianuarie 1907, Jaffa, Imperiul Otoman – d. 17 februarie 1979, Berkeley, California, SUA) a fost un matematician și statistician franco-american, de origine evreu, născut în Palestina (pe atunci în Imperiul Otoman, azi în Israel). Este considerat unul din părinții fondatori ai teoriei moderne a probabilității, fiind autorul unui manual devenit clasic în acest domeniu, publicat pentru prima dată în 1955. A fost cunoscut în lumea probabilităților și statisticii pentru teorema Karhunen - Loève, respectiv pentru transformarea Karhunen - Loève. 

## Primii ani
Născut la Jaffa, în Palestina sub regimul de ocupație otoman, (azi situată în Israel) și-a petrecut cea mai mare parte a copilăriei în Egipt, inclusiv anii de liceu .

## Viața și activitatea în Franța
În 1931 a obținut titlul de A.B., in 1936 cel de B.L, iar în 1941 doctoratul în științe sub îndrumarea renumitului probabilist Paul Levy. În 1936 i s-a decernat titlul de Actuaire al Universității din Lyon.
După terminarea studiilor, din cauza originii sale etnice, a fost deportat sub ocupația germană nazistă în lagărul de concentrare de la Drancy. Supraviețuind, după eliberare a fost angajat, între 1944-1946, ca șef de lucrări la Institutul Henri Poincaré de la Universitatea din Paris.

## Anii în Anglia și America. Activitatea la Berkeley
Între 1946-1948 a fost lector, apoi conferențiar la Universitatea din Londra.Ulterior a fost profesor oaspete la Universitatea Columbia, dupa care din inițiativa lui Jerzy Neyman, probabilist cunoscut, a fost primit în anul 1948 ca profesor la Universitatea Berkeley, în California.
A fost acolo mai întâi profesor de matematică,apoi din 1955, profesor de statistică.
Conform așteptărilor lui Neyman venirea lui Loève a contribuit la transformarea Universității Berkeley într-un centru mondial în domeniul probabilităților. S-a distins ca pedagog și ca iubitor de cultură. S-a interesat și de politică, de justiție, precum și de arte. 
Între 1950- 1958 a fost numit în comitetul editorial al senatului academic ,îndeplinind acolo funcția de președinte între 1954- 1958.Așa cum a refuzat să accepte prezența de bariere impermeabile între disciplinele universitare , la fel
s-a ridicat împotriva izolării universității de preocupările mai largi ale umanității.
Ca președinte al Universității Berkeley a inițiat editarea de albume de artă modernă și a fost în contact cu grupuri de pictori din California și Paris.
Din 1967 a funcționat - la recomandarea unul comitet al senatului academic - în postul interdisciplinar de profesor de arte și științe . În această ultimă calitate a ținut cursul intitulat "Cultura și individul" menit, după cum s-a exprimat, să indice mijloace de a reechilibra " atomizarea culturii in universitate".
În 1953 a obținut cetățenia americană.

## Ultimii ani
Din anul 1974 a fost numit profesor emeritus și i s-a decernat distincția cea mai înaltă a universității, "Berkeley Citation". Mai mulți ani a suferit de un handicap dureros la picioare și a trebuit să se ajute la mers de un baston.
Tulburarea a fost descifrată ca datorându- se unui defect foarte rar de utilizare a vitaminei D și a fost până la urmă tratată cu succes.
A murit la 17 februarie 1979 de o embolie pulmonară. 
Nu impărtășise prietenilor starea sa gravă de sănătate din ultimele zile, nici faptul că s-a internat in spital.
A fost căsătorit și a avut un fiu, Pierre. 
La intrarea în sala mare a clubului Facultății (Faculty Club) de la Berkeley, unde fusese unul din cei mai activi și admirați frecventatori ,a fost fixată o placă de alamă în memoria sa, pe care scrie:
"He inspirited this place" ( El a dat spirit acestui loc")

## Premiul Loève
Văduva lui Michel Loève, Line, a instituit Premiul Loève în memoria sa. Având o valoare de 30.000 dolari, el se decernează o dată la doi ani pentru contribuții deosebite în domeniul probabilităților matematice.
Laureații premiului Loeve au fost:
- 2005 	Wendelin Werner.
- 2003 	Oded Schramm.
- 2001 	Yuval Pérès.
- 1999 	Alain-Sol Sznitman.
- 1997 	Jean-François Le Gall.
- 1995 	Michel Talagrand.
- 1993 	David Aldous.